# Moombahton
El moombahton es un subgénero de la música electrónica de baile que fusiona principalmente la música house con elementos del reguetón. Este género tuvo sus orígenes en el año 2009 en Estados Unidos.

## Etimología
El término "moombahton" fue acuñado por el DJ y productor Dave Nada (David Villegas) haciendo referencia a la canción de dutch house «Moombah!» de Chuckie y Silvio Ecomo, en adición del sufijo -ton por el reguetón.

## Características y elementos

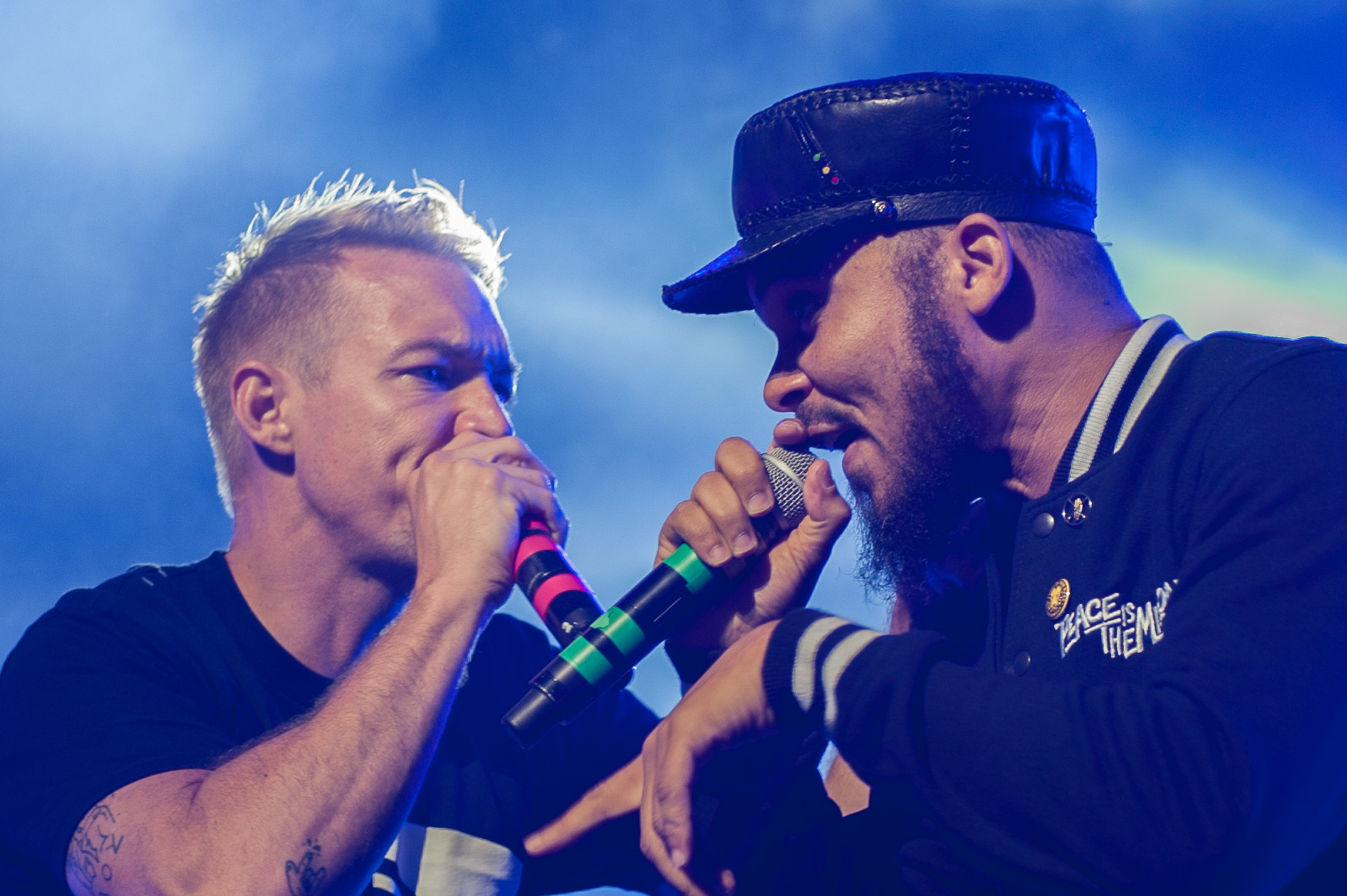
Major Lazer ha sido uno de los exponentes más relevantes de moombahton.

Se caracteriza principalmente por un ritmo de dos pulsos, tiene una estructura 4/4 (four-on-the-floor), y un tempo que oscila entre los 108 hasta los 128 BPM. Este género imita el patrón de percusión del reguetón, más conocido como dembow. Está compuesto por sintetizadores similares a los de dutch house y música rave, con modulaciones de frecuencia que suben y bajan el espectro de sonido. En cuanto a la vocalización se utilizan samples de rapeo, o de canto similares al dancehall y a la música reggae.

Musicalmente el moombahton mezcla el reguetón y dutch house, dos géneros cuya popularidad en 2009 fue muy alta. El dutch house tiene una estructura four-on-the-floor común en otros estilos de música electrónica, pulsos de bajo pesados en cada medida del ritmo, y un tempo de 130 BPM. El reguetón es popular en la cultura latina, y es una mezcla del reggae, dancehall y hip hop en español, con un tempo que oscila entre los 85 y 100 BPM.

## Historia

#### Orígenes
Este género musical fue creado por Dave Nada cuando se presentó como DJ en una fiesta para su primo en Washington D. C. usando la canción «Moombah!» de Chuckie y Silvio Ecomo (Afrojack Remix), bajandole el tempo de 128 BPM a 108 BPM, creando la base del género, después le añadió elementos del dancehall, música latina y reguetón. Fue citado en la revista Rumore magazine diciendo:

«...probé ralentizar mis canciones de house, puse el remix de Afrojack de Moombah de Silvio Ecomo y DJ Chuckie a 108 BPM, y la gente se volvió loca. Hice lo mismo con Riverside de Sidney Samson, y fue un delirio. Entendí que tendría que grabar dichas ediciones lo antes posible.»
Dave Nada

Desde finales del año 2009 hasta inicios de 2010, Nada trabajó en un reproducción extendida de moombahton, contaba con cinco sencillos que fueron lanzados en marzo de 2010 con el soporte de DJ Ayres y Tittsworth a través del sello T&A Records.

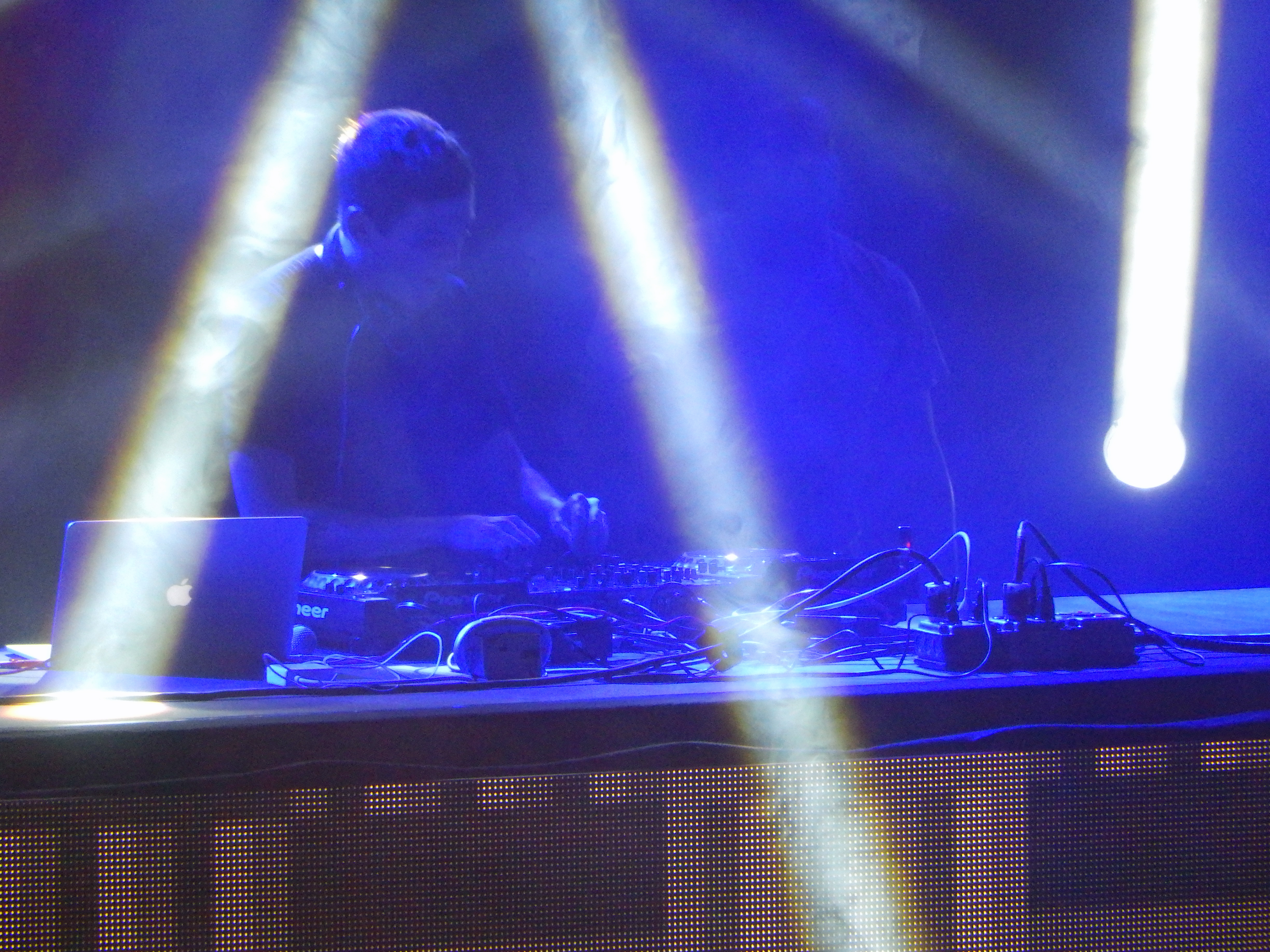
Dillon Francis, conocido por popularizar el moombahton.

En 2011, Dave, junto a su colega Matt Nordstrom tomaron el alias de Nadastrom para formar parte del Mothership tour junto a Skrillex, 12th planet y Alvin Risk. El moombahton entonces pasó a convertirse uno de los géneros próximos del dubstep recibiendo el interés de artistas como Knife Party, Porter Robinson, Krewella, Zomboy, Savant,Pegboard Nerds, entre otros. Paralelamente algunos artistas que destacaron con este estilo fueron Diplo, Dillon Francis y Munchi.
En enero de 2012, Beatport lanzó una lista con las mejores canciones de moombahton de 2011.
A diferencia de otros géneros, este se volvió más popular internacionalmente, especialmente en los festivales de música electrónica de baile y también en la plataforma de música Soundcloud, donde los artistas empezaron a publicar canciones o remixes del género.

#### 2013 - Actualidad
En el 2013, el moombahton se extendió con el éxito de «Watch Out for This» de la banda Major Lazer, el cual tuvo su remix junto a Daddy Yankee. Desde 2015 estalló comercialmente con sencillos como «Lean On», «Sorry», «Get Low», «Bun Up The Dance». Sucesivamente este género musical tomó fama en Corea del Sur, formando parte del sonido del K-pop con canciones tales a «Whistle», «Forever Young» y «As If It's Your Last» de Blackpink, «Blood, Sweat & Tears» de BTS, «Rumor» de Produce 48 y «Me Like Yuh» de Jay Park. En Eurovision, las entradas de Chipre del año 2018 y 2019 fueron fuertemente influenciadas por el moombahton.

## Subgéneros

### Moombahcore
El moombahcore es un estilo derivado del moombahton que contiene influencias de dubstep, brostep, techstep, breakcore, drum and bass, y posee un tempo de 100 a 112 BPM, tomando un rango general de 110 BPM. Este género fusiona el tempo del moombahton con los sonidos de percusión del dubstep. Entre los sencillos más destacados de este género se encuentran «Reptile» y «Bangarang» de Skrillex, «Razor Sharp» de Pegboard Nerds con Tristam, e «IDGAFOS» de Dillon Francis.
Este género también puede encontrarse vinculado al Glitch hop y al término mid-tempo.

### Moombahsoul
El moombahsoul es una fusión deep house y soul con moombahton, este género es similar al moombahton pero contiene influencias de música ambiental, con lo cual no tiene un punto culminante muy notorio. Sus percusiones son una variada mezcla de dancehall, salsa, soca y reguetón.